# I segreti per farla innamorare
I segreti per farla innamorare (Lucky 13) è una commedia romantica del 2005 diretta da Chris Hall. Il film racconta le vicende di Zach Baker (Brad Hunt) che pur di non perdere la ragazza che ama (Lauren Graham), decide di chiedere consigli alle sue 12 ex fidanzate.